# امرأة عارية تصفف شعرها أمام المرآة
امرأة عارية تصفف شعرها أمام المرآة (بالدنماركية: En nøgen kvinde sætter sit hår foran et spejl) أو اختصاراً (امرأة أمام المرآة،) هي لوحة زيتية رسمها الفنان الدنماركي كريستفور ويلهام إكيرسبيرغ في فترة العصر الذهبي الدنماركي عام 1841.
اللوحة متواجدة ضمن مجموعة هيرشسبرونغ في كوبنهاغن .  تعتبر اللوحة واحدة من روائع العصر الذهبي الدنماركي.